# Джонс, Алан
А́лан Стэ́нли Джонс (англ. Alan Stanley Jones; 2 ноября 1946, Мельбурн, Австралия) — австралийский автогонщик, чемпион мира 1980 года по автогонкам в классе Формула-1. Принес первый чемпионский титул команде «Уильямс», и последний для своей страны. Руководитель национальной команды Австралии в гоночной серии А1 Гран-при («Alan Docking Racing»).

## Карьера
Алан Джонс родился в Мельбурне, Австралия и окончил Xavier College, расположенный в Виктории. Алан родился в семье Стэна Джонса, австралийского пилота, и намеревался продолжить дело отца. В 1967 году отправился в Европу, намереваясь самостоятельно добиться успеха.

### Перед Формулой-1
Джонс провёл 6 лет в Формуле-3, пока не добился сколько-нибудь значимых результатов. В 1974 году ему удалось попасть в Формулу Атлантик, после чего владелец команды дал шанс ему попасть в Формулу-1, купив болид команды Hesketh.

### Формула-1
Его первый Гран-при - Гран-при Испании 1975 - прошёл на быстрой трассе Монтжуик, который был омрачен аварией Рольфа Штоммелена и смертью пятерых зрителей, и этот Гран-при считается и по сей день одним из самых трагичных в истории Формулы-1. Четыре гонки спустя команда приняла решение не продолжать выступать, но Джонс перешёл в команду Грэма Хилла на замену травмированного Рольфа Штоммелена. Лучший результат - пятое место на Нюрбургринге.
В 1976 году получает право провести полный сезон в команде Джона Сертиса. Джонс прославился небезызвестным спонсором Durex, машина с наклейками которого смогла привести Алана финишу в очках в нескольких гонках, и лучший финиш из них - 4 место в Японии. Тем не менее, Сертис выгнал его из команды после этого сезона в силу плохих взаимоотношений, и Джонс приехал в Америку уже в цветах Шэдоу на замену Тому Прайсу, который погиб в ужасной аварии на Гран-при ЮАР. На Гран-при Австрии он прыгнул выше головы и выиграл ту гонку.

## Результаты гонок в Формуле-1
| Легенда к таблице |                                                                    |
| --- | ------------------------------------------------------------------ |
| В таблице перечислены результаты всех Гран-при Формулы-1, в которых принимал участие гонщик. Строками таблицы являются сезоны, столбцами — этапы чемпионата мира. В каждой клетке указаны сокращённое название этапа и результат, дополнительно обозначенный цветом. Расшифровка обозначений и цветов представлена в нижеследующей таблице. |                                                                    |
| \| Пример \| Описание \| \| ------------ \| ------------------------------------------------------------------ \| \| 1 \| Победитель \| \| 2 \| Второе место \| \| 3 \| Третье место \| \| 5 \| Финишировал, заработав очки \| \| Сход \| Не финишировал, но при этом заработал очки \| \| 12 \| Финишировал, не получив очков \| \| НКЛ \| Финишировал, но не попал в финальную классификацию \| \| 15 \| Участвовал вне зачёта, либо по отдельной классификации \| \| 18 \| Не финишировал, но попал в финальную классификацию \| \| Сход \| Не финишировал \| \| НКВ \| Не прошёл квалификацию \| \| НПКВ \| Не прошёл предквалификацию \| \| ДСК \| Дисквалифицирован \| \| ИСК \| Исключён из протокола соревнований \| \| ТТ \| Заявлен для участия только в тренировках \| \| НС \| Участвовал в квалификации, но не стартовал в гонке \| \| Т \| Травмирован или болен \| \| ОТК \| Отказ от участия \| \| НТР \| Прибыл на соревнования, но на трассу не выезжал \| \| НПР \| Был заявлен в числе участников, но не прибыл к началу соревнований \| \| О \| Соревнования отменены \| \| \| Не участвовал \| \| Поул-позиция \| \| \| Быстрый круг \| \| |                                                                    |
| Пример | Описание                                                           |
| 1 | Победитель                                                         |
| 2 | Второе место                                                       |
| 3 | Третье место                                                       |
| 5 | Финишировал, заработав очки                                        |
| Сход | Не финишировал, но при этом заработал очки                         |
| 12 | Финишировал, не получив очков                                      |
| НКЛ | Финишировал, но не попал в финальную классификацию                 |
| 15 | Участвовал вне зачёта, либо по отдельной классификации             |
| 18 | Не финишировал, но попал в финальную классификацию                 |
| Сход | Не финишировал                                                     |
| НКВ | Не прошёл квалификацию                                             |
| НПКВ | Не прошёл предквалификацию                                         |
| ДСК | Дисквалифицирован                                                  |
| ИСК | Исключён из протокола соревнований                                 |
| ТТ | Заявлен для участия только в тренировках                           |
| НС | Участвовал в квалификации, но не стартовал в гонке                 |
| Т | Травмирован или болен                                              |
| ОТК | Отказ от участия                                                   |
| НТР | Прибыл на соревнования, но на трассу не выезжал                    |
| НПР | Был заявлен в числе участников, но не прибыл к началу соревнований |
| О | Соревнования отменены                                              |
| | Не участвовал                                                      |
| Поул-позиция |                                                                    |
| Быстрый круг |                                                                    |

| Сезон | Команда                                        | Шасси          | Двигатель        | Ш | 1        | 2        | 3        | 4        | 5        | 6        | 7        | 8        | 9        | 10       | 11       | 12       | 13       | 14       | 15       | 16       | 17    | Место | Очки   |
| ----- | ---------------------------------------------- | -------------- | ---------------- | - | -------- | -------- | -------- | -------- | -------- | -------- | -------- | -------- | -------- | -------- | -------- | -------- | -------- | -------- | -------- | -------- | ----- | ----- | ------ |
| 1975  | Custom Made Harry Stiller Racing               | Hesketh 308    | Cosworth DFV V8  | G | АРГ      | БРА      | ЮАР      | ИСП Сход | МОН Сход | БЕЛ Сход | ШВЕ 11   |          |          |          |          |          |          |          |          |          |       | 17    | 2      |
| 1975  | Embassy Racing with Graham Hill                | Hill GH1       | Cosworth DFV V8  | G |          |          |          |          |          |          |          | НИД 13   | ФРА 16   | ВЕЛ 10   | ГЕР 5    | АВТ      | ИТА      | США      |          |          |       | 17    | 2      |
| 1976  | Durex Team Surtees Durex/Theodore Team Surtees | Surtess TS19   | Cosworth DFV V8  | G | БРА      | ЮАР      | СШЗ НКЛ  | ИСП 9    | БЕЛ 5    | МОН Сход | ШВЕ 13   | ФРА Сход | ВЕЛ 5    | ГЕР 10   | АВТ Сход | НИД 8    | ИТА 12   | КАН 16   | США 8    | ЯПО 4    |       | 15    | 7      |
| 1977  | Shadow Racing Team                             | Shadow DN8     | Cosworth DFV V8  | G | АРГ      | БРА      | ЮАР      | СШЗ Сход | ИСП Сход | МОН 6    | БЕЛ 5    | ШВЕ 17   | ФРА Сход | ВЕЛ 7    | ГЕР Сход | АВТ 1    | НИД Сход | ИТА 3    | США Сход | КАН 4    | ЯПО 4 | 7     | 22     |
| 1978  | Williams Grand Prix Engineering                | Williams FW06  | Cosworth DFV V8  | G | АРГ Сход | БРА 11   | ЮАР 4    | СШЗ 7    | МОН Сход | БЕЛ 10   | ИСП 8    | ШВЕ Сход | ФРА 5    | ВЕЛ Сход | ГЕР Сход | АВТ Сход | НИД Сход | ИТА 13   | США 2    | КАН 9    |       | 11    | 11     |
| 1979  | Albilad-Saudia Racing Team                     | Williams FW06  | Cosworth DFV V8  | G | АРГ 9    | БРА Сход | ЮАР Сход | СШЗ 3    |          |          |          |          |          |          |          |          |          |          |          |          |       | 3     | 40(43) |
| 1979  | Albilad-Saudia Racing Team                     | Williams FW07  | Cosworth DFV V8  | G |          |          |          |          | ИСП Сход | БЕЛ Сход | МОН Сход | ФРА 4    | ВЕЛ Сход | ГЕР 1    | АВТ 1    | НИД 1    | ИТА 9    | КАН 1    | США Сход |          |       | 3     | 40(43) |
| 1980  | Albilad-Williams Racing Team                   | Williams FW07  | Cosworth DFV V8  | G | АРГ 1    |          |          |          |          |          |          |          |          |          |          |          |          |          |          |          |       | 1     | 67(71) |
| 1980  | Albilad-Williams Racing Team                   | Williams FW07B | Cosworth DFV V8  | G |          | БРА 3    | ЮАР Сход | СШЗ Сход | БЕЛ 2    | МОН Сход | ФРА 1    | ВЕЛ 1    | ГЕР 3    | АВТ 2    | НИД 11   | ИТА 2    | КАН 1    | США 1    |          |          |       | 1     | 67(71) |
| 1981  | Albilad-Williams Racing Team                   | Williams FW07C | Cosworth DFV V8  | M | СШЗ 1    | БРА 2    | АРГ 4    | САН 12   | БЕЛ Сход | МОН 2    |          |          |          |          |          |          |          |          |          |          |       | 3     | 46     |
| 1981  | TAG Williams Racing Team                       | Williams FW07C | Cosworth DFV V8  | M |          |          |          |          |          |          | ИСП 7    |          |          |          |          |          |          |          |          |          |       | 3     | 46     |
| 1981  | TAG Williams Racing Team                       | Williams FW07C | Cosworth DFV V8  | G |          |          |          |          |          |          |          | ФРА 17   | ВЕЛ Сход | ГЕР 11   | АВТ 4    | НИД 3    | ИТА 2    | КАН Сход | СИЗ 1    |          |       | 3     | 46     |
| 1983  | Arrows Racing Team                             | Arrows A6      | Cosworth DFV V8  | G | БРА      | СШЗ Сход | ФРА      | САН      | МОН      | БЕЛ      | ДЕТ      | КАН      | ВЕЛ      | ГЕР      | АВТ      | НИД      | ИТА      | ЕВР      | ЮАР      |          |       | НКЛ   | 0      |
| 1985  | Team Haas (USA) Ltd                            | Lola THL1      | Hart 415T L4T    | G | БРА      | ПОР      | САН      | МОН      | КАН      | ДЕТ      | ФРА      | ВЕЛ      | ГЕР      | АВТ      | НИД      | ИТА Сход | БЕЛ      | ЕВР Сход | ЮАР НС   | АВС Сход |       | НКЛ   | 0      |
| 1986  | Team Haas (USA) Ltd                            | Lola THL1      | Hart 415T L4T    | G | БРА Сход | ИСП Сход |          |          |          |          |          |          |          |          |          |          |          |          |          |          |       | 12    | 4      |
| 1986  | Team Haas (USA) Ltd                            | Lola THL2      | Cosworth GBA V6T | G |          |          | САН Сход | МОН Сход | БЕЛ 11   | КАН 10   | ДЕТ Сход | ФРА Сход | ВЕЛ Сход | ГЕР 9    | ВЕН Сход | АВТ 4    | ИТА 6    | ПОР Сход | МЕК Сход | АВС Сход |       | 12    | 4      |